# Lista spikerów Izby Reprezentantów Stanów Zjednoczonych
Lista spikerów Izby Reprezentantów Stanów Zjednoczonych obejmuje wszystkie osoby, które zajmowały stanowisko spikera Izby Reprezentantów Stanów Zjednoczonych w kolejności chronologicznej. Obok nazwiska podane są lata pełnienia funkcji oraz przynależność partyjna.

## Chronologiczna lista spikerów
- Frederick Augustus Conrad Muhlenberg, 1789-1791 (federalista)
- Jonathan Trumbull Jr., 1791-1793 (federalista)
- Frederick Augustus Conrad Muhlenberg, 1793-1795 (demokratyczny republikanin)
- Jonathan Dayton, 1795-1799 (federalista)
- Theodore Sedgwick, 1799-1801 (federalista)
- Nathaniel Macon, 1801-1807 (demokratyczny republikanin)
- Joseph Bradley Varnum, 1807-1811 (demokratyczny republikanin)
- Henry Clay, 1811-1814 (demokratyczny republikanin)
- Langdon Cheves, 1814-1815 (demokratyczny republikanin)
- Henry Clay, 1815-1820 (demokratyczny republikanin)
- John W. Taylor, 1820-1821 (demokratyczny republikanin)
- Philip Pendleton Barbour, 1821-1823 (demokratyczny republikanin)
- Henry Clay, 1823-1825 (demokratyczny republikanin)
- John W. Taylor, 1825-1827 (demokratyczny republikanin)
- Andrew Stevenson, 1827-1833 (demokratyczny republikanin)
- John Bell, 1834-1835 (Wig)
- James Knock Polk, 1835-1839 (demokrata)
- Robert Mercer Taliaferro Hunter, 1839-1841 (Whig)
- John White, 1841-1843 (Whig)
- John Whinston Jones, 1843-1845 (demokrata)
- John Wesley Davis, 1845-1847 (demokrata)
- Robert Charles Winthrop, 1847-1849 (Whig)
- Howell Cobb, 1849-1851 (demokrata)
- Linn Boyd, 1851-1855 (demokrata)
- Nathaniel Prentice Banks, 1856-1857 (republikanin)
- James Lawrence Orr, 1857-1859 (demokrata)
- William Pennington, 1859-1861 (republikanin)
- Galusha A. Grow, 1861-1863 (republikanin)
- Schuyler Colfax, 1863-1869 (republikanin)
- Theodore Medad Pomeroy, 1869 (republikanin)
- James Blaine, 1869-1875 (republikanin)
- Michael C. Kerr, 1875-1876 (demokrata)
- Samuel J. Randhall, 1876-1881 (demokrata)
- J. Warren Keifer, 1881-1883 (republikanin)
- John Griffin Carlisle, 1883-1889 (demokrata)
- Thomas Brackett Reed, 1889-1891 (republikanin)
- Charles Frederick Crisp, 1891-1895 (demokrata)
- Thomas Brackett Reed, 1895-1899 (republikanin)
- David B. Henderson, 1899-1903 (republikanin)
- Joseph Gurney Cannon, 1903-1911 (republikanin)
- Champ Clark, 1911-1919 (demokrata)
- Frederick H. Gilett, 1919-1925 (republikanin)
- Nicholas Longworth, 1925-1931 (republikanin)
- John Nance Garner, 1931-1933 (demokrata)
- Henry T. Rainey, 1933-1934 (demokrata)
- Jo Byrns, 1934-1936 (demokrata)
- William B. Bankhead, 1936-1940 (demokrata)
- Sam Rayburn, 1940-1947 (demokrata)
- Joseph William Martin, 1947-1949 (republikanin)
- Sam Rayburn, 1949-1953 (demokrata)
- Joseph William Martin, 1953-1955 (republikanin)
- Sam Rayburn, 1955-1961 (demokrata)
- John William McCornack, 1962-1971 (demokrata)
- Carl Albert, 1971-1977 (demokrata)
- Tip O’Neill, 1977-1987 (demokrata)
- Jim Wright, 1987-1989 (demokrata)
- Tom Foley, 1989-1995 (demokrata)
- Newt Gingrich, 1995-1999 (republikanin)
- Dennis Hastert, 1999-2007 (republikanin)
- Nancy Pelosi, 2007-2011 (demokratka)
- John Boehner, 2011-2015 (republikanin)
- Paul Ryan, 2015-2019 (republikanin)
- Nancy Pelosi, 2019-2023 (demokratka)
- Kevin McCarthy, 2023 (republikanin)
- Mike Johnson, 2023- (republikanin)